# تيزيليو (آن)
تيزيليو (بالفرنسية: Thézillieu)‏ هي بلدية فرنسية تقع في إقليم الآن في فرنسا. رمز إنسي لها هو:1417. أما الرمز البريدي لها فهو: 1110.